# Chasco-cinzento

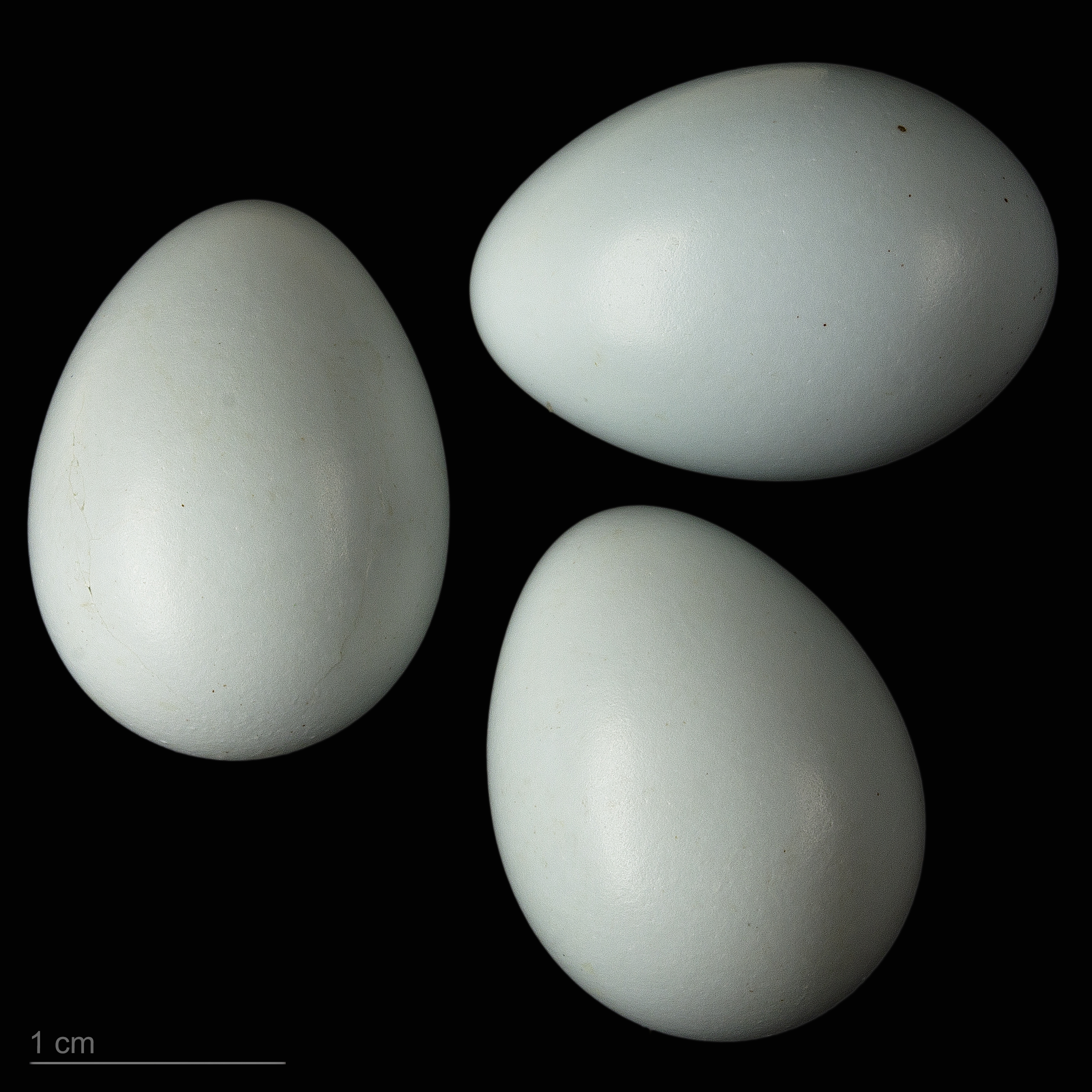
Oenanthe oenanthe oenanthe - MHNT

O chasco-cinzento ou chasco-do-monte (Oenanthe oenanthe) é uma ave da família Muscicapidae. O macho é cinzento com máscara preta e cauda branca, a fêmea é acastanhada.
Como nidificante, distribui-se pelas zonas temperadas de todo o hemisfério norte, desde a Europa ao Alasca passando pela Sibéria e desde o Canadá à Islândia passando pela Gronelândia (onde é uma das poucas espécies de passeriformes a nidificar). É um migrador de longa distância cuja população inverna exclusivamente em África, mesmo os indivíduos que nidificam no Novo Mundo.

## Nomes comuns
Dá ainda pelos seguintes nomes comuns: rabo-branco (não confundir com a Oenanthe leucura, ave que com ela partilha este nome), rabialva (não confundir com a Oenanthe hispanica, ave que com ela partilha este nome) e tarroeira

## Subespécies
São actualmente reconhecidas 4 subespécies de chasco-cinzento:
- O. o. oenanthe - norte e centro da Europa, norte da Ásia (Sibéria) e Alasca
- O. o. leucorhoa - nordeste do Canadá, Gronelândia e Islândia.
- O. o. libanotica - Península Ibérica, Baleares, Balcãs, Turquia e Ásia Central até à Mongólia
- O. o. seebohmi - noroeste de África